# Monopteryx
Monopteryx es un género de plantas con flores con cuatro especies, perteneciente a la familia Fabaceae.

## Especies
- Monopteryx angustifolia
- Monopteryx inpae
- Monopteryx jahnii
- Monopteryx uauca